# Tephroseris

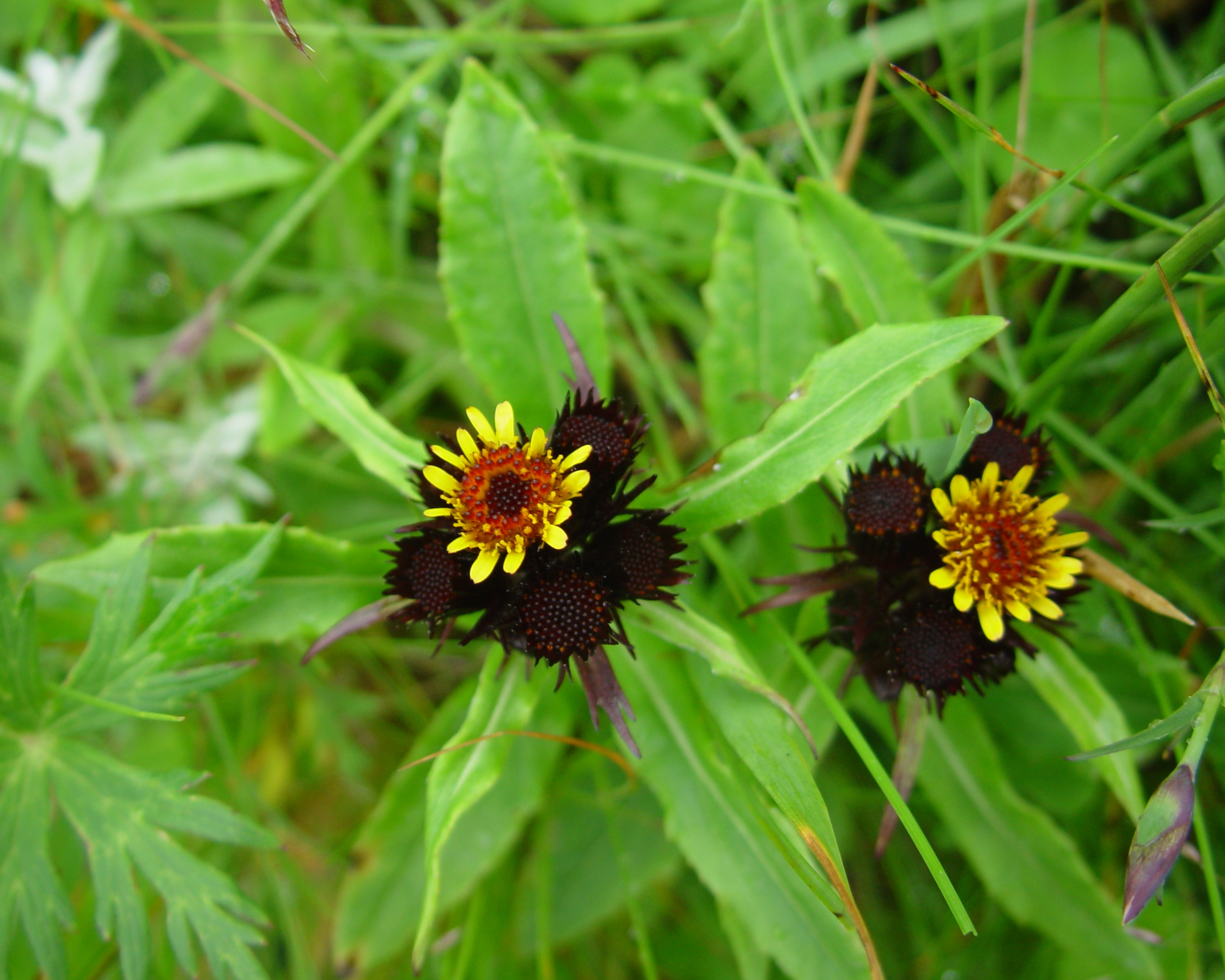
Tephroseris takedana

A Tephroseris a fészkesvirágzatúak (Asterales) rendjébe és az őszirózsafélék (Asteraceae) családjába tartozó nemzetség.
A Tephroseris nemzetségbe sorolt fajok, korábban az aggófüvek (Senecio) nemzetségébe tartoztak.

## Rendszerezés
A nemzetségbe az alábbi 42 faj tartozik (Meglehet, hogy a lista nem teljes):
- Tephroseris adenolepis C.Jeffrey & Y.L.Chen
- Tephroseris balbisiana (DC.) Holub
- Tephroseris besseriana (Minderova) Czerep.
- Tephroseris changii B.Nord.
- Tephroseris cladobotrys (Ledeb.) Griseb. & Schenk
- Tephroseris coincyi (Rouy)
- Tephroseris crassifolia (Schult.) Griseb. & Schenk
- csermelyaggóvirág (Tephroseris crispa) (Jacq.) Rchb. - [halott link]
- Tephroseris czernijevii (Minderova) Holub
- Tephroseris elodes (DC.) Holub
- Tephroseris flammea (Turcz. ex DC.) Holub
- Tephroseris frigida (Richardson) Holub
- Tephroseris fuscata (Hayek) Holub
- Tephroseris helenitis (L.) B.Nord.
- Tephroseris hieraciiformis (Kom.) Czerep.
- Tephroseris hyperborealis (Greenm.) Barkalov
- Tephroseris integrifolia (L.) Holub - [halott link],
- Tephroseris jacutica (Schischk.) Holub
- Tephroseris japonica (Thunb. ex Murray) C.Jeffrey
- Tephroseris kirilowii (Turcz. ex DC.) Holub
- Tephroseris kjellmanii (A.E.Porsild) Holub
- Tephroseris lindstroemii (Ostenf.) Á.Löve & D.Löve
- hosszúlevelű aggóvirág (Tephroseris longifolia) (Jacq.) Griseb. & Schenk – [halott link]
- Tephroseris palustris (L.) Rchb.
- Tephroseris papposa (Rchb.) Schur
- Tephroseris phaeantha (Nakai) C.Jeffrey & Y.L.Chen
- Tephroseris pierotii (Miq.) Holub
- Tephroseris praticola (Schischk. & Serg.) Holub
- Tephroseris pseudoaurantiaca (Kom.) Czerep.
- Tephroseris pseudosonchus (Vaniot) C.Jeffrey & Y.L.Chen
- Tephroseris reverdattoi (Sobolevsk.) Barkalov
- Tephroseris rufa (Hand.-Mazz.) B.Nord.
- Tephroseris schistosa (Kharkev.) Czerep.
- Tephroseris stolonifera (Cufod.) Holub
- Tephroseris subdentata (Bunge) Holub
- Tephroseris subscaposa (Kom.) Czerep.
- Tephroseris taitoensis (Hayata) Holub
- Tephroseris takedana (Kitam.) Holub
- Tephroseris thyrsoidea (Host) Holub
- Tephroseris tundricola (Tolm.) Holub
- Tephroseris turczaninovii (DC.) Holub
- Tephroseris yukonensis (A.E.Porsild) Holub